# Кількісне пом'якшення
Кі́лькісне пом'я́кшення (англ. Quantitative easing (QE)) — є нетрадиційним засобом грошово-кредитної політики, що використовується центральними банками для стимулювання зростання національної економіки, у випадках коли коректування грошово-кредитної політики за допомогою звичайних методів стало неефективним або неможливим.

## Процес
Загалом, охарактеризувати засіб кількісного пом'якшення можна наступним чином: центральний банк викуповує на відкритих фінансових ринках активи, тим самим вливаючи в економіку певну кількість ліквідності (грошей).
Цей засіб відрізняється від більш звичної політики купівлі або продажу фінансових активів, який характеризується регулюванням вартості активу за допомогою зміни відсоткових ставок рефінансування. Крім того, центральний банк зазвичай досягає своєї цільової процентної ставки через операції на відкритому ринку, де він купує або продає короткострокові державні облігації банків та інших фінансових інститутів.
Політику кількісного пом'якшення центробанк зазвичай реалізує шляхом придбання фінансових активів як у банків так і інших приватних підприємств вливаючи ліквідність в дані структури.
Цей захід збільшує резерви банків, а також піднімає ціни фінансових активів, водночас прибутковість боргових цінних паперів знижується.
Стимулююча грошово-кредитна політика, як правило, включає в себе купівлю короткострокових державних облігацій центробанком з метою зниження короткострокових процентних ставок на ринку. Купівля, продаж чи погашення короткострокових боргових цінних паперів (державних облігацій) змінює кількість грошей в економіці, що, в свою чергу, впливає на ціну короткострокових державних облігацій.
Проте, коли короткострокові відсоткові ставки близькі до нуля, виникає так звана пастка ліквідності, яка може відбутися, наприклад, під час дефляції або коли інфляція дуже низька і звичайна грошово-кредитна політика більше не може стимулювати зростання реального та фінансового секторів економіки (гроші, як правило, не можуть мати від'ємну вартість). Тому надалі керівництво центробанку країни може ухвалити рішення щодо застосування засобу кількісного пом'якшення, купивши заздалегідь певну кількість облігацій або інших активів у фінансових установ з довшим терміном погашення і без посилання на процентну ставку рефінансування. Мета цієї політики полягає у збільшенні грошової маси, а не зниженні міжбанківської процентної ставки рефінансування, яку неможливо зменшувати далі. Цей засіб часто вважається «останньою інстанцією» для стимулювання економіки.
Кількісне пом'якшення також може бути використане з метою утримання інфляції на прогнозованому рівні, недопущення зниження її рівня нижче цільового.

## Ризики
- Кількісне пом'якшення може привести до непередбачено високого рівня інфляції, якщо сума вливання грошової маси в економіку переоцінена. Існує часовий лаг між зростанням грошової маси та інфляції, інфляційний тиск, пов'язаний зі зростанням грошової маси з QE може загрожувати стагфляцією.

- Кількісне пом'якшення може провалитись, якщо банки як і раніше неохоче кредитуватимуть реальний сектор економіки для стимулювання попиту. Емісія грошової маси, може бути використана банками для інвестування в ринки, що розвиваються на базі сировинних економік, самих товарів, а не для кредитування місцевих підприємств, які і надалі відчуватимуть труднощі з отриманням кредитів.

- Кількісне пом'якшення може ефективно знизити дохідність боргових цінних паперів, водночас викликати виникнення «бульбашок» на сировинних та фондових ринках.

- Збільшення грошової маси, як правило, призводить до зниження обмінного курсу валюти країни в порівнянні з іншими валютами. Ця особливість приносить безпосередню користь експортерам, які проживають в країні проведення кількісного пом'якшення, а також боржникам, чиї борги номіновані в цій валюті, оскільки коли валюта девальвує, то борги в перерахунку на інші валюти, які зазнали ревальвації зменшуються. Тим не менш, шкоди зазнають і кредитори і власники валюти, оскільки реальна вартість активів кредиторів знижується.